# Istoria geodeziei
Geodezia – știința măsurătorii și reprezentării suprafeței terestre – este una din cele mai vechi științe și prin aceasta una din pietrele de temelie ale dezvoltării științei și tehnicii. Geodezia, astronomia și matematica sunt științe strâns legate între ele.
Evoluția geodeziei a fost marcată printr-o serie de perioade care s-au succedat și s-au deosebit calitativ între ele. Astfel, se pot caracteriza cele mai importante perioade, relativ distincte, de dezvoltare a știiinței geodezice, în general:
- o primă perioadă ar fi cea de origine, care se întinde din antichitate, când se poate spune că a apărut cunoașterea umană și până in secolul al IV-lea î.Hr.
- a doua perioadă, care se întinde de la Aristotel la Newton, se poate considera că începe din secolul al IV-lea î.Hr. cu dezvoltarea geodeziei ca știință independentă sub acest nume și se termină în secolele XVII - XVIII cu fundamentarea ideii de formă sferoidală a Pământului.
- a treia perioadă de dezvoltare a geodeziei se poate considera de la începutul secolului al XVIII-lea până la sfârșitul celui de al treilea sfert de veac al secolului al XIX-lea, fiind caracterizată de faptul că determinarea dimensiunilor elipsoidului (adică a razei ecuatoriale și a turtirii polare) a însemnat obiectul și problema ei principală.
- a patra perioadă ar putea fi considerată că începe cu ultimul pătrar al secolului al XIX-lea și se încheie la începuul celei de a doua jumătăți a secolului al XX-lea.
- în fine, perioada actuală de dezvoltare a geodeziei a început de la mijlocul secolului al XX-lea odată cu lansarea primilor sateliți artificiali ai Pământului.[2]

## Origini

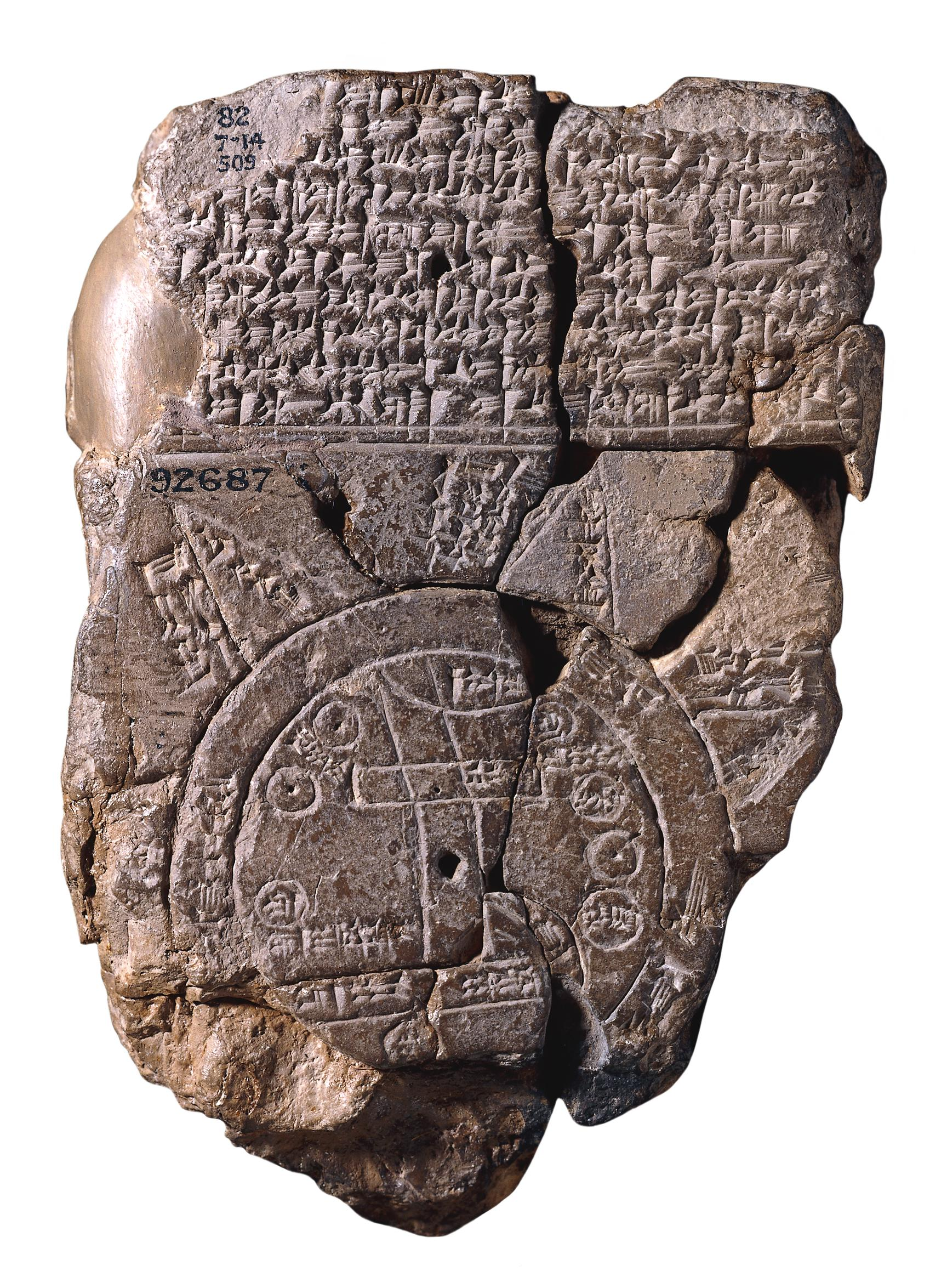
Harta lumii (Asiria, Babilonia și Armenia) pe o placă de lut ars găsită în Babilon.

Istoria măsurătorii își are începuturile în neolitic, cu circa 10 000 de ani în urmă, adică în jurul anului 8000 î.Hr., atunci când oamenii au început să devină sedentari. Atunci, la construcția așezărilor și la împărțirea câmpurilor era nevoie de topografi. Aceștia trebuiau să cunoască deja conceptul de măsurătoare, pentru a putea compara mărimile între ele. Pentru ca terenurile pe care se putea construi trebuiau împărțite între consăteni, era nevoie de metode simple de măsurare și calculare a suprafețelor. Descoperiri arheologice arată că în urma cu circa 7000 de ani oamenii din Lepenski Vir, de pe actualul teritoriu al Serbiei, își construiau colibele cu o secțiune de baza trapezoidală, cu ajutorul sforilor și bețelor.
Deși nu există dovezi scrise, construcțiile megalitice realizate în perioada 4000-1500 î.Hr. (ansamblul Stonehenge, de exemplu), demonstrează existența, în acea perioadă, a unor cunoștințe de astronomie, geometrie și de măsurare.
La momentul extinderii orașelor și agriculturii cu tehnicile lor de irigare, este foarte probabil ca asirienii și babilonienii să fi dispus de specialiști în măsurători. Cea mai veche reprezentare a unui teritoriu este un plan de teren babilonian din anii 3000 î.Hr. care este realizat pe o plăcuță de lut și a fost descoperit lângă localiatea Kirkuk din Irak. Aceasta demonstrează faptul ca topografii babilonieni împărțeau parcelele în figuri geometrice regulate și le măsurau apoi ca triunghiuri, dreptunghiuri sau trapeze. Babilonienii știau să împartă cercul în șase părți, foloseau ceasul solar și împărțirea în 12 părți a zilei. Din Mesopotamia provin planuri pe plăcuțe de lut ale terenurilor și orașelor, care au o vechime de 4000 de ani. De la civilizațiile sumeriană și babiloniană provine câte o plăcuță de lut, una dintre acestea cu harta lumii (Pământul este reprezentat sub forma unui disc), cealaltă cu planul orașului antic Nippur.
Biblia arată că în vechiul Israel existau topografi care stabileau proprietățile și hotarele terenurilor. Măsurătorile sunt menționate de multe ori în Vechiul Testament, de exemplu în Proverbe 22:28: 
„Nu muta hotarul cel vechi, pe care l-au așezat părinții tăi.Proverbe 22:28”
sau în Isaia 34:17:
„El a aruncat sorții pentru ele și mâna Sa le-a împărțit pământul cu funia de măsurat; ele îl vor stăpâni pentru totdeauna și-l vor locui din generație în generație.Isaia 34:17”

## Antichitatea

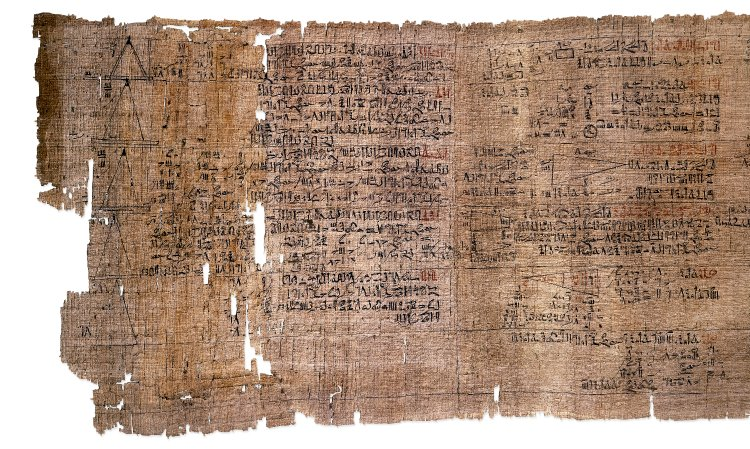
Vechiul „Papirus Rhind” (fragment).

### Egiptul și Grecia
Începuturile analizării științifice a geometriei pornesc de la vechii egipteni. Ei trebuiau să măsoare anual Delta Nilului,  după inundații și să stabilească din nou limitele de parcele. Măsurătorile se realizau cu o sfoară care avea câte un nod la distanțe egale, după cum se vede în multe picturi păstrate pe zidurile vechilor temple. O pictură din Teba (1400 î.Hr.) arată cum se desfășoară o măsurătoare de teren de către două persoane, care întind o sfoară cu noduri dispuse la intervale regulate.

Zeiţa Seshat.

Egiptenii venerau o zeiță, Seshat, care era zeitatea pentru evidență (înregistrare) și măsurare. Seshat era reprezentată ca o femeie într-o piele de leopard care deține hieroglifa pentru „an” și o unealtă de scris în mână pentru a înregistra durata domniei faraonului. Pe cap are o frunză de canabis și flori.
Cea mai veche dovadă a cunoștințelor de care aveau nevoie topografii este așa numitul „Papirus Rhind”, manual pentru calcularea triunghiurilor, trapezelor, cercurilor etc. Papirusul datează din anul 1700 î.Hr. Herodot (484 î.Hr. - 425 î.Hr.), numit de Cicero „tatăl istoriei”, spunea ca egiptenii aveau un adevărat plan cadastral în anul 1700 î.Hr.
De altfel și marile construcții cum ar fi piramidele, templele (Complexul Dendera de exemplu) etc. rămase de la vechii egipteni dovedesc temeinice cunoștințe de astronomie, arhitectură și geometrie. Astfel marea piramidă a lui Khufu din Giza, construită în anii 2700 î.Hr., are ca bază un pătrat, trasat perfect, cu laturile orientate pe direcția punctelor cardinale magnetice. Cea mai veche hartă păstrată până în prezent este realizată pe pergament și datează din vremea faraonului Seti I (1304 î.Hr. - 1290 î.Hr.). Pe această hartă sunt reprezentate două șiruri de munți între care se află două drumuri, de-a lungul unei văi, care duc spre mare și pozițiile unor exploatări miniere.
În jurul secolului al VI-lea î.Hr. grecii au preluat moștenirea popoarelor vechi. „Centrul științific” al lumii antice era Alexandria din Egipt. Acolo lucrau mulți foarte cunoscuți matematicieni, astronomi și apoi și geodezi.
Filosofii greci s-au ocupat de problema formei Pământului care, făcând abstracție de neregularitățile lui, a fost încă din antichitate considerată ca fiind rotundă. Mari gânditori precum Pitagora, Thales din Milet, Eratostene au susținut acest lucru.
Thales din Milet (640 î.Hr. - 550 î.Hr.) a fost un filozof grec, care a contribuit la dezvoltarea matematicii, astronomiei, filozofiei. Este considerat părintele științelor. Lui îi sunt atribuite teoremele geometrice: cercul este împărțit în două de diametrul său, unghiurile opuse la vârf ale unor drepte care se intersectează sunt egale, unghiurile de bază ale unui triunghi isoscel sunt egale, unghiul periferic într-un semicerc este un unghi drept. Thales credea că Pământul are forma unui disc.
Anaximene din Milet (585 î.Hr. - 525 î.Hr.), discipolul lui Anaximandru din Milet (610 î.Hr.- 546 î.Hr.), a modificat oarecum viziunea lui Thales susținând că pământul plutește pe un ocean infinit, fiind ținut în spațiu de presiunea aerului.

Triunghiul dreptunghic: latura c este ipotenuza, iar laturile a şi b sunt catetele.

Pitagora din Samos (580 î.Hr. - 495 î.Hr.) a fost un filosof și matematician grec, întemeietorul pitagorismului, care punea la baza întregii realități teoria numerelor și a armoniei. Teorema care îi poarta numele, „teorema lui Pitagora”, spune că într-un triunghi dreptunghic suma pătratului catetelor este egal cu pătratul ipotenuzei:
{\displaystyle c^{2}=a^{2}+b^{2}}
Acestea sunt cele mai vechi cunoștinte de geometrie ale omenirii. Pe tăblițele cuneiforme din Babilon (2000-1500 î.Hr.) se găsesc tabele cu tripleta pitagoreică (a, b, c), care erau folosite la construcția unghiurilor drepte. Armonia raportului dintre numere în triunghiul dreptunghic 3 – 4 – 5 stă la baza construirii aproape tuturor orașelor istorice (Campus Initialis).
În Școala lui Pitagora a fost emisă teoria sfericității Pământului. Această teorie a fost explicată mai târziu de Aristotel, elev al lui Platon, prin vestitul exemplu al dispariției la orizont a catargului unei corăbii.
Hippodam din Milet (498 î.Hr. - 408 î.Hr.) a fost un arhitect grec, urbanist, fizician, matematician și filozof. A fost primul teoretician al arhitecturii și urbanist din școala pitagoreană, care a pus bazele orașului în dimensiuni regulate (Campus Initialis). Se pare că primul său oraș model a fost Pireu. Este considerat „tatăl” planificării urbanistice.
Heraclides Ponticus (circa 388 î.Hr. – circa 315 î.Hr.) filozof grec, a propus ideea că cel puțin Pământul, Mercur și Venus se mișcă în jurul Soarelui, modificând noțiunea veche de secole a lui Philolaus. Totodată propune ideea că Pământul se rotește în jurul propriei sale axe.
Aristotel din Stagira (384 î.Hr. - 322 î.Hr.) unul din cei mai importanți filosofi ai Greciei Antice, clasic al filosofiei universale, a concluzionat din observațiile sale ca Pământul are forma unei sfere: 
„Doar o sferă poate avea la o eclipsă de lună o umbră rotundă pe aceasta. Iar noile stele care apar în călătoriile către sud-est nu pot fi explicate decât prin forma sferică a pământului. Toate obiectele care cad, cad către un punct central comun, și anume punctul central al Pământului”.

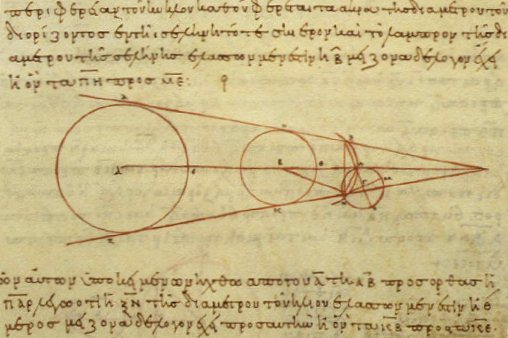
Calculele lui Aristarh privind mărimile relative ale Soarelui, Pământului și Lunii, după o copie din secolul al X-lea.

Metoda lui Eratostene pentru determinarea mărimii Pământului.

Euclid (circa 325 î.Hr. - 265 î.Hr.) a fost un matematician grec care a trăit și predat în Alexandria în Egipt. A scris „Elementa Geometrica”. Lucrarea, care se compune din 13 cărți, este cel mai vechi manual de matematică din lume. Timp de mai mult de 2000 de ani a fost baza pentru învățarea matematicii. Pe la anul 1200 a fost tradusă din arabă, iar în anul 1483 a fost tipărită. După Biblie, a fost cea mai răspândită carte.
Teorema lui Euclid sau teorema catetelor spune că în orice triunghi dreptunghic, pătratul unei catete este egal cu produsul dintre ipotenuză și proiecția catetei pe ipotenuză:
{\displaystyle a^{2}=p} x {\displaystyle c}
Aristarh din Samos (310 î.Hr. – 230 î.Hr.) astronom grec, a observat primul că Pământul și celelalte cinci planete cunoscute atunci, înconjoară Soarele. De aceea el este cu mult timp înaintea lui Copernic cel ce a pus bazele sistemului heliocentric. A fost și primul astronom care în anul 265 î.Hr. a estimat (destul de imprecis) dimensiunile Soarelui și Lunii, ca și distanța de la acestea până la Pământ.

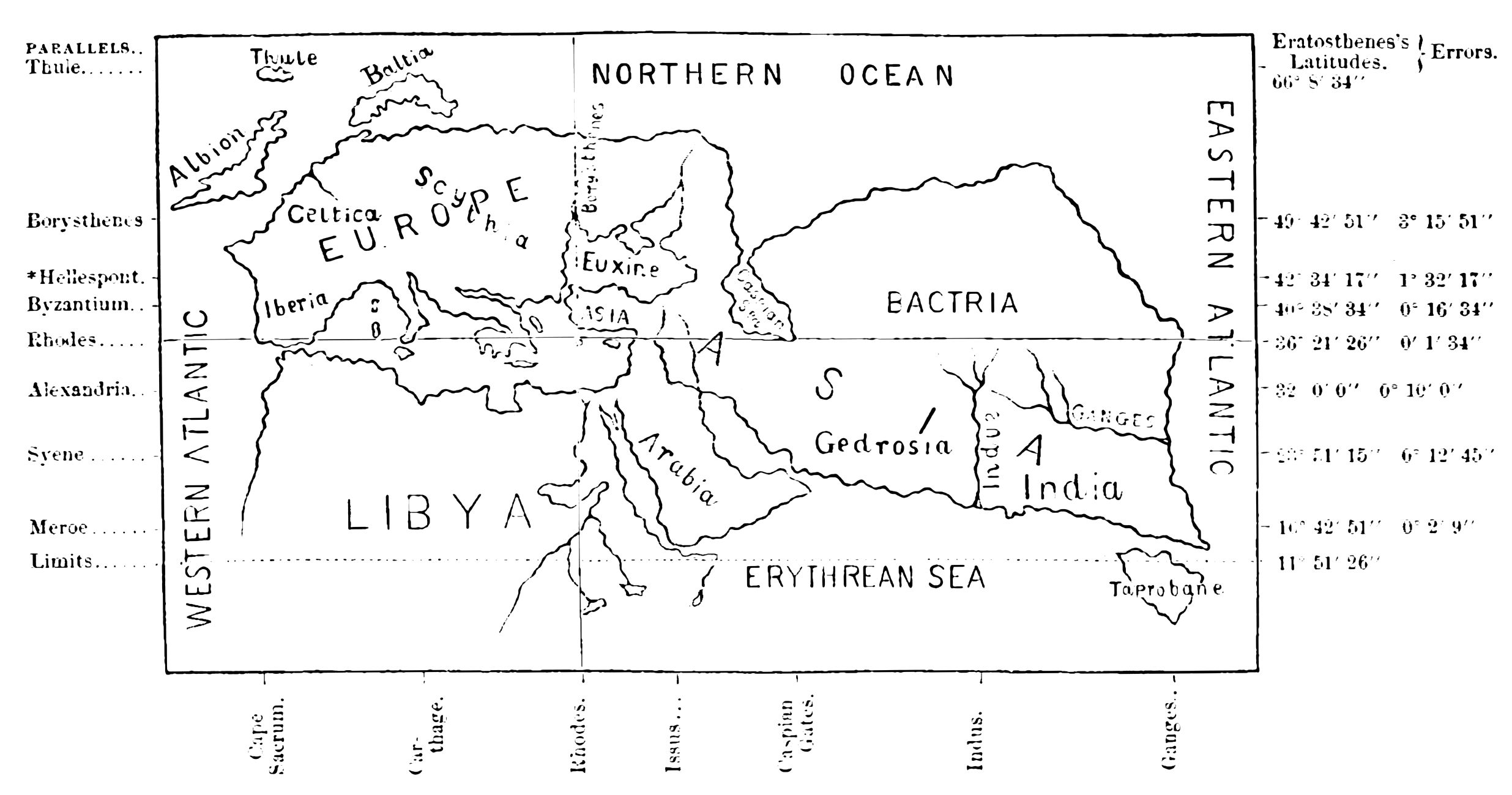
Harta lumii după Eratostene.

Eratostene din Cyrene (circa 276 î.Hr. - circa 195 î.Hr.) a fost un matematician, poet, atlet, geograf și astronom grec, care a aparținut școlii din Alexandria. A fost membru al Academiei din Alexandria și este considerat fondatorul geografiei matematice. A fost cel care a introdus noțiunea de oblicitate a axei de rotație a Pământului. El a subscris la ideea unui Pământ cu precesiune dar nu a acceptat niciodată ipoteza heliocentrică a lui Heraclides.
Eratostene a determinat pentru prima oară, în anul 240 î.Hr., dimensiunea razei Pământului (considerat ca sferă) folosindu-se de măsurarea unui arc de meridian, de poziția Soarelui pe cer la un moment dat și de mărimea umbrei unui obelisc. El a observat ca în Syene (Assuan), soarele se afla în perioada solstițiului de vară în poziție perpendiculară față de pământ și a fost primul care a calculat perimetrul pământului, din lungimea care îi era cunoscută Syene-Alexandria și unghiului azimutului. El a ajuns la o lungime a meridianului de 11 573 750 m (compară cu valoarea de 10 000 855,764 m obținută de astronomul și matematicianul german Friedrich Wilhelm Bessel în anul 1830 d.Hr.). Distanța Siena – Alexandria a fost măsurată, rezultând L ≈ 794 km, ceea ce înseamnă o circumferință de aproximativ 39 700 km și o rază de circa 6 320 km. Rezultatul acestei determinări este remarcabil, pentru epoca respectivă, el diferind cu circa 300 de km față de valoarea acceptată astăzi de 40 008 km.
Odată cu măsurătorile și determinările făcute asupra razei și circumferinței terestre pe care le-a făcut, Eratosene a pus piatra de temelie a dezvoltării geodeziei ca știință fundamentală pentru măsurarea și reprezentarea formei și dimensiunilor Pământului.
Hiparh din Niceea sau Hipparchus (circa 190 î.Hr. — circa 120 î.Hr.) este cel mai mare astronom al antichității, fondatorul astronomiei științifice. A utilizat pentru prima dată metodele trigonometrice în astronomie. Totodată, calculează cu mare precizie pentru acele vremuri distanța de la Pământ la Lună, precum și diametrul celei din urmă. A introdus notiunile de longitudine și latitudine prin împărțirea meridianelor și paralelelor în grade. Tot el a pus bazele proiecțiilor cartografice pentru reprezentarea suprafeței terestre în plan. Hiparh a creat prima hartă precisă a stelelor realizată într-un sistem unghiular de coordonate, cunoscut acum ca sistemul de ascensiune dreaptă.
Poseidonios (circa 135 î.Hr. – circa 51 î.Hr.) a fost un filozof stoic grec, politician, astronom, geograf și istoric, ultimul nume citat de Strabon în sumarul învățaților preocupați de geografie. 
Un procedeu original dovedește Poseidonios în determinarea circumferinței terestre, prin observarea stelei Canopus din diverse puncte de pe pămînt. El a remarcat faptul că steaua Canopus este ascunsă vederii în cele mai multe părți ale Greciei, dar că se zărește la orizont din insula Rodos. Poseidonios a măsurat cota lui Canopus la Alexandria și a stabilit că unghiul a fost de 1/48 dintr-un cerc. El a estimat distanța de la Alexandria la Rodos la 5000 de stadium, și așa a calculat circumferința Pământului în stadium ca de 48 de ori 5000 = 240 000. Încercarea lui Poseidonios, care a luat în considerație efectul refracției atmosferice, se știe acum că este considerabil inferioară celei a lui Erathostene. Cifra propusă de Eratostene a căpătat o largă utilizare și s-a impus în continuare.
Strabon (în varianta latinizată Strabo; 63 sau 60 î.Hr. - 21 sau 26 d.Hr.) a fost un vestit istoric și geograf antic grec. Strabon a realizat o operă geografică foarte importantă a antichității: „Rerum Geographicarum” (Geografia). Lucrarea lui care cuprinde 17 cărți s-a păstrat aproape în întregime. Primele două cărți (introductive) conțin discuții despre definiția și cadrul geografiei, iar celelalte 15 volume conțin numeroase informații regionale și generale despre lumea cunoscută în timpul lui.

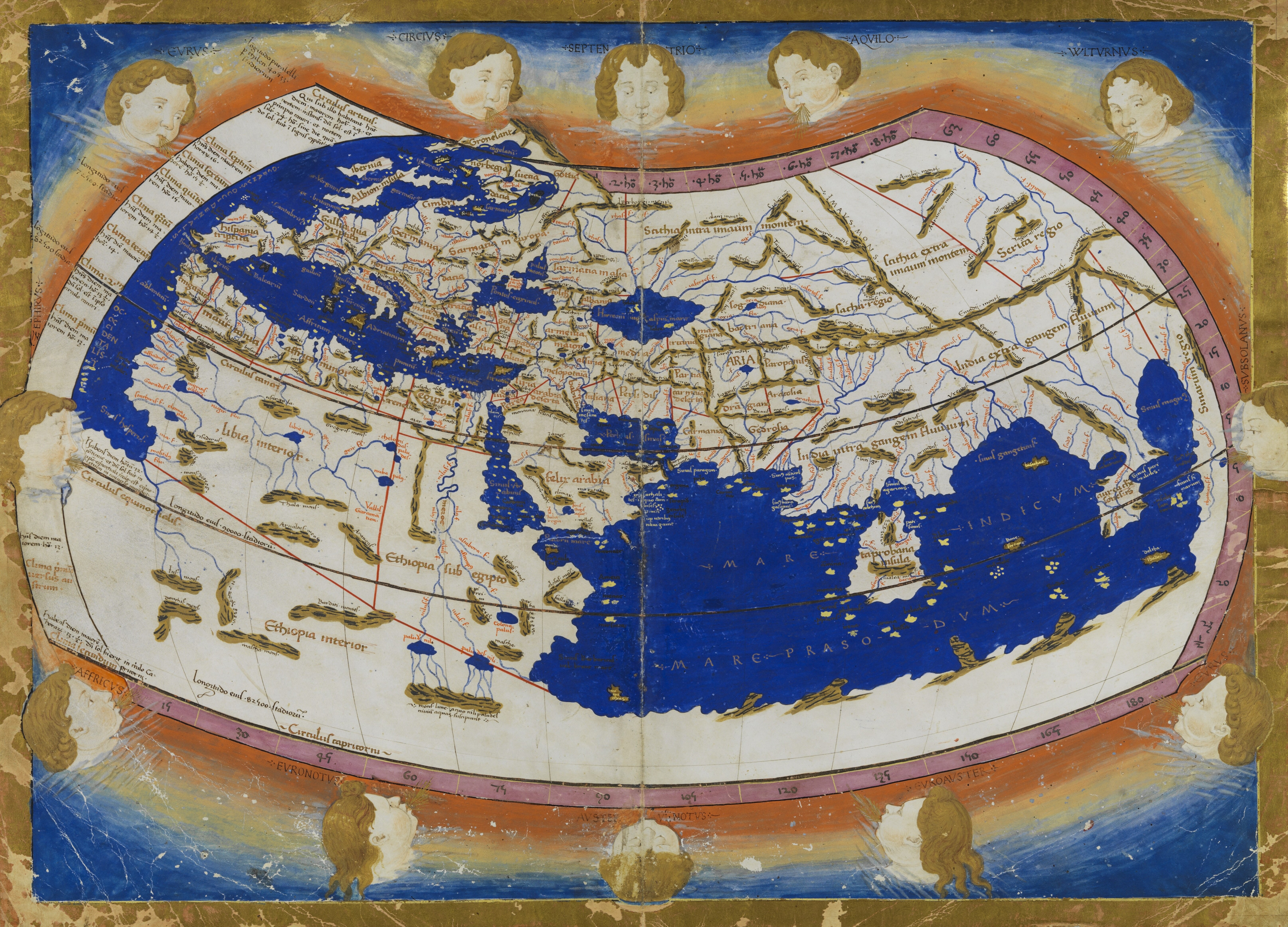
Harta lumii după Ptolemeu (din codexul lui Nicolaus Germanus, 1467).

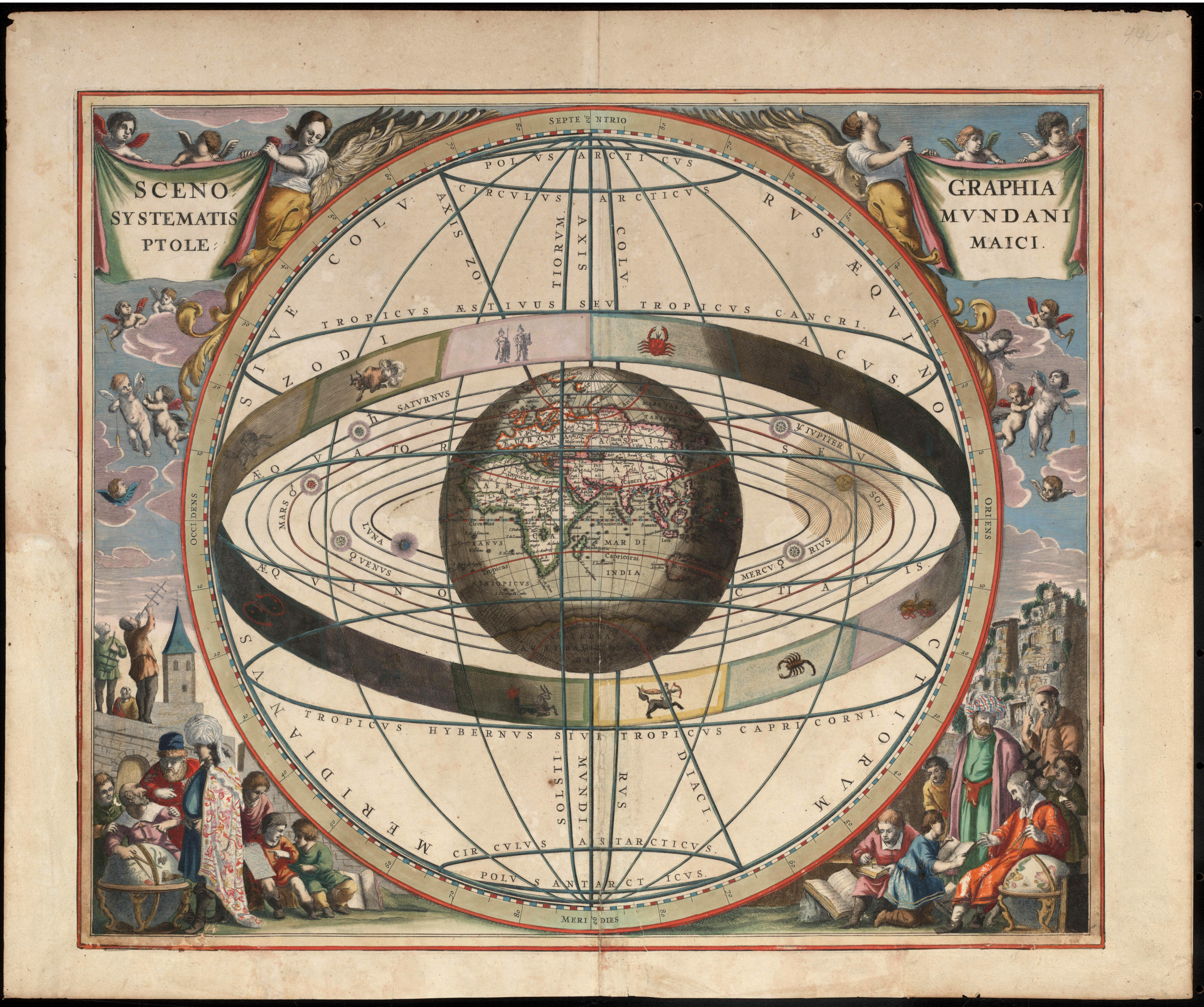
Cosmografia după Ptolemeu. Figura arată semnele zodiacale şi sistemul solar cu Pământul în centru.

Heron din Alexandria (circa 10 - 70 d.Hr.) a fost un matematician, enciclopedist și inginer grec. A adus contribuții în geometrie, astronomie, fizică, tehnică, matematică. A stabilit formula pentru aria rombului (ca semiprodusul diagonalelor); este cunoscut pentru formula suprațetelor a lui Heron (pentru triunghiuri). Scrierile sale, cunoscute ca „Metrice” (Geometrie) reprezinta o culegere de formule ale matematicii practice. În jurul anului 62, în cartea sa „Dioptra”, Heron din Alexandria a demonstrat cum se poate aplica geometria în topografie (care înseamnă literalmente „măsurarea pământului”). A inventat diopterul (dioptra), un instrument optic pentru măsurări geodezice și astronomice.
Ptolemeu (în latină Claudius Ptolemaeus; circa 87 d.Hr. — circa 165 d.Hr.) a fost un astronom, matematician și geograf grec din epoca helenistică tardivă, în timpul stăpânirii romane a Egiptului, ale cărui teorii au dominat știința până în secolul al XVI-lea. A realizat proiecția cartografică conică dreaptă, care în mare parte este valabilă și astăzi, pentru a putea reprezenta Pământul în forma sa sferică pe o hartă.
De o importanță istorică deosebită este lucrarea sa „Geographia”, în care Ptolemeu folosește o rețea asemănătoare paralelelor și meridianelor, care a servit multe secole în orientarea pe hărți. Lucrarea sa, însoțită de 27 de hărți care consituie primul atlas geografic cunoscut, reprezintă o introducere la realizarea hărților și se referă la reprezentarea Pământului în forma sa sferică. Globul pământesc este împărțit în 360° cu Meridianul Zero care trece prin insula Ferro. Astfel au fost stabilite coordonatele celor mai importante orașe și localități. Tot lui Ptolemeu i se datorează unele denumiri geografice, de exemplu Alouion pentru Marea Britanie. Ptolemeu, aplicând metoda enunțată de Hiparh, a întocmit o listă cu aproximativ 8 000 de locuri de pe glob cunoscute la vremea aceea, precizând latitudinea și longitudinea la care se găseau ele.Nouă hartă a lumii pe care a prezentat-o Ptolemeu nu a putut fi schimbată timp de circa 14 secole. Ea însă nu reprezintă nici o îmbunătățire substanțială față de harta veche de 300 de ani a lui Eratostene.
Cosmologia sa geocentrică a fost utilizată până în secolul al XVII-lea. Pământul era centrul universului, în jurul căruia se roteau Luna, planetele Mercur, Venus, Marte, Jupiter și Saturn și Soarele. Ptolemeu nu a acceptat niciodată ipoteza heliocentrică în care credeau mai mulți astronomi de dinaintea sa. Totuși, fără ajutorul binoclului, el a reușit să catalogheze mai multe stele. A realizat de asemenea un fel de anuar al astrologiei, denumit „Syntaxis”, care a circulat mai apoi în lumea arabă sub numele de „Algamest”.
După moartea sa, geografia, matematica și geodezia, ca științe, au fost multă vreme date uitării. Cu toate acestea, Geographia a devenit o culegere scrisă pe parcursul a secole, care conținea sub forme diferite știința geografică a perioadei respective. De aceea, proiecțiile pentru hărți se numeau, după secole, de exemplu Ptolemeu din Bologna 1477 sau Ptolemeu din Ulm 1482 sau Ptolemeu din Basel 1540.

### Imperiul Roman
În domeniul măsurătorilor romanii au preluat foarte puține de la greci. Romanii ca stat administrativ foarte sever au dezvoltat un sistem cuprinzător pentru măsurarea terenurilor. Dar ei au pus accentul mai mult pe latura practică a domeniului, decât pe latura teoretică. Hărțile romane nu erau desenate după măsurători geometrice, în vreun sistem de proiecție cartografică, ci după exigentele intereselor militare si administrative. Cu toate acestea, romanii au fost cei care au avut cea mai cuprinzătoare știință topografică, pentru că imensul Imperiu Roman nu putea fi administrat decât prin mijloace tehnice foarte dezvoltate. Stadiul avansat al tehnicii, și prin aceasta și măsurătorile, permiteau construcția formidabilă a drumurilor, podurilor și tunelurilor, cât și a orașelor sau a sistemelor de canalizare.

Tabula Peutingeriana. Facsimil de Conradi Millieri, 1887/1888

Cel mai reprezentativ produs al acelor timpuri care a ajuns până în zilele noastre sub formă de copie este Tabula Peutingeriana. Această hartă de 6,75 × 0,34m este realizată pe pergament și prezintă lumea cunoscută de romani dinspre Insulele Britanice (la vest), până la fluviul Gange (la est). Pe hartă sunt evidențiate șoselele Imperiului Roman, fiind marcate și distanțele dintre orașe (în mile romane).

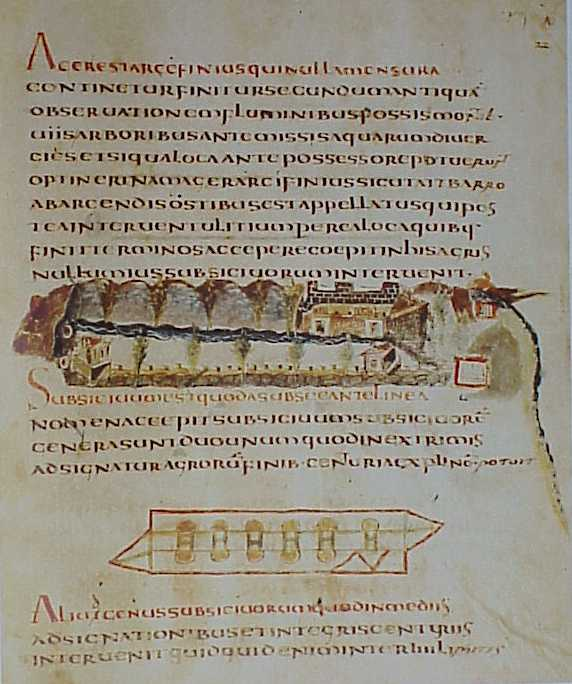
„Corpus Agrimensorum Romanorum”, o colecție de diverse tratate romane de topografie (pagină a unui manuscris din secolului al VI-lea, Biblioteca Herzog August din Wolfenbüttel, Cod. Guelff. Augusteus 36.23 2).

Romanii cei practici au geometrizat și au standardizat planul orașului în așa măsură încât oamenii din întregul Imperiu Roman au implementat același sistem în aproape orice oraș nou construit. O legiune care se afla în marș, compusă de obicei din 5500 de soldați, dintre care 10 erau topografi, putea să se stabilească în fiecare seara în altă tabără, realizată după principii geometrice foarte stricte. Taberele aveau de obicei 750 x 1000 picioare romane (aprox. 222 x 296m). Într-o tabără romană ideală, străzile principale: via principalis și via pretoria se intersectau în centru și ajungeau până la cele patru porți ale spațiului împrejmuit. Ceea ce reiese foarte clar din multele schițe romane este extraordinara abilitate tehnică a topografilor romani, a agrimensorilor. Cunoștințele lor tehnice sunt cunoscute din culegerea lucrărilor lor teoretice, preluate apoi ca transcripții medievale, de exemplu „Corpus Agrimensorum Romanorum”. Cel mai important instrument al topografilor romani era groma, o alidadă dublă cu pinule, cu două brațe legate printr-un unghi drept pentru marcarea unghiurilor drepte si aliniamentelor.
Totuși, din punct de vedere teoretic au fost puține realizări în lumea romană. 
Lucrețiu (Titus Lucretius Carus) (circa 99 î.Hr.- circa 55 î.Hr.), poet și filozof, abordează și problema formei Pământului în singura sa lucrare cunoscută, poemul filozofic „De Rerum Natura” (Despre natura lucrurilor).
Lucrețiu s-a opus conceptului de Pământ sferic, pentru că el a considerat că un univers infinit nu ar avea niciun centru spre care ar tinde organismele grele. Astfel, el a crezut că ideea cum că animalele aflate în partea opusă a globului (la antipozi) ar putea merge cu susul în jos este ridicolă și absurdă:
„...Cum ar fi chipuri de lucruri privite-n al apelor luciu,
Că animalele umblă de-asemeni întoarse pe spate,
De pe pământ însă nu pot să cadă-n adâncuri de ceruri,
Cum nu-s în stare nici trupuri de oameni, așa după voie,
Repede-n zbor să s-avânte în sus spre-ale cerului larguri.”—Lucrețiu, „Poemul naturii”, Cartea I-a, v. 1060-1064
În secolul I d.Hr., Pliniu cel Bătrân (sau Plinius Maior; 23 - 79), a pretins în lucrarea sa „Naturalis Historia” (Istoria naturală) că toată lumea este de acord cu privire la forma sferică a Pământului, deși disputele au continuat în ceea ce privește antipozii și asupra felului cum este posibil ca oceanul să se mențină într-o formă curbată. Pliniu a considerat și posibilitatea unei sfere imperfecte, „... ca o formă de con de pin.”

### China și India
În China antică, credința predominantă a fost că Pământul este plat și pătrat, în timp ce cerurile sunt rotunde, o presupunere practic necontestată până la introducerea astronomiei europene în secolul al XVII-lea. Cercetătorul francez Jean-Claude Martzloff subliniază că nu a existat nici un concept despre un Pământ rotund în astronomia antică chineză:
„Gândirea chineză cu privire la forma pământului a rămas aproape neschimbată din cele mai vechi timpuri și până la primele contacte cu știința modernă, prin intermediul misionarilor iezuiți din secolul al XVII-lea. În timp ce descrierea cerurilor a variat, fiind comparate cu o umbrelă care acoperă pământul (teoria Kai Tian), sau ca o sferă care îl înconjoară (teoria Hun Tian), sau ca fiind lipsite de substanță, în timp ce corpurile cerești plutesc liber (teoria Hsuan Yeh), pământul era tot timpul plat, deși, probabil, ușor bombat în sus.”
După cum s-a menționat în cartea „Huainanzi” („Filozofii din Huainan”), în secolul al II-lea î.Hr., astronomii chinezi au inversat metoda de calcul a lui Eratostene pentru circumferința Pământului, pentru a calcula înălțimea Soarelui deasupra Pământului. Prin asumarea că Pământul este plat au ajuns la o distanță de 100 000 de Li (aproximativ 200 000 km), o valoare mult mai scurtă decât distanța corectă de 150 milioane km.
Modelul unui ou a fost adesea folosit de astronomi chinezi, cum ar fi Zhang Heng (78-139 d.Hr.), pentru a descrie cerurile ca sferice: 
„Cerurile sunt rotunde ca un ou de găină, iar Pământul este ca un gălbenuș de ou și se află în centru.”

În cosmologia vechilor credințe indiene (jainism și budism) se credea că Pământul este un disc format din patru continente grupate în jurul unui munte central, Muntele Meru, ca petalele unei flori. Un ocean exterior înconjoară aceste continente. Acest punct de vedere tradițional budist și jainist despre cosmologie descrie cosmosul ca un vast ocean în formă de disc, (de amploarea unui sistem planetar mic), delimitat de munți, în care continentele sunt ca niște mici insule. 

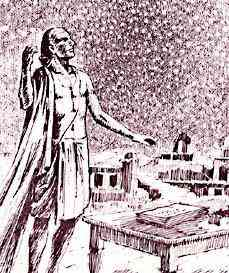
Matematicianul indian Aryabhata.

Matematicianul indian Aryabhata (476 - 550) a fost un pionier al astronomiei matematice. În lucrarea sa „Āryabhaṭīya”, printre altele, el descrie pământul ca fiind o sferă care se rotește în jurul axei sale. 
„Āryabhaṭīya” este împărțită în patru secțiuni: Gitika, Ganitha (matematică), Kalakriya (luarea în considerare a timpului) și Gola (sfera cerească). Descoperirea că pământul se rotește în jurul axei sale de la vest la est este descrisă în „Āryabhaṭīya” (Gitika 3,6; Kalakriya 5; Gola 9,10;). De exemplu, el a explicat că mișcarea aparentă a corpurilor cerești este doar o iluzie (Gola 9), făcând următoarea comparație:
„La fel cum un pasager aflat într-o barcă în mișcare spre aval vede obiectele staționare (copacii de pe malurile râurilor), ca și cum s-ar deplasa înspre amonte, tot așa un observator de pe Pământ vede stelele fixe că se îndreaptă spre vest, cu exact aceeași viteză cu care Pământul se mișcă de la la vest la est.”
Aryabhatiya estimează, de asemenea, circumferința Pământului cu o precizie de 1%, ceea ce este remarcabil. Aryabhata a calculat razele orbitelor planetelor în funcție de distanța Pământ-Soare și perioadele lor de rotație în jurul Soarelui. De asemenea, savantul a dat explicația corectă a eclipselor lunare și solare și explicația că Luna strălucește deoarece reflectă lumina Soarelui.

## America precolumbiană

Cifrele mayaşe

Despre știința și tehhnica măsurătorilor terestre în lumea precolumbiană se știu puține lucruri. Judecând după vestigiile arhitecturale (orașe, temple, piramide etc.) păstrate de la civilizațiile precolumbiene (mayași, azteci, incași ș.a.), putem presupune că aceste popoare aveau cunoștințe tehnice destul de avansate încât să le permită edificarea acestora.

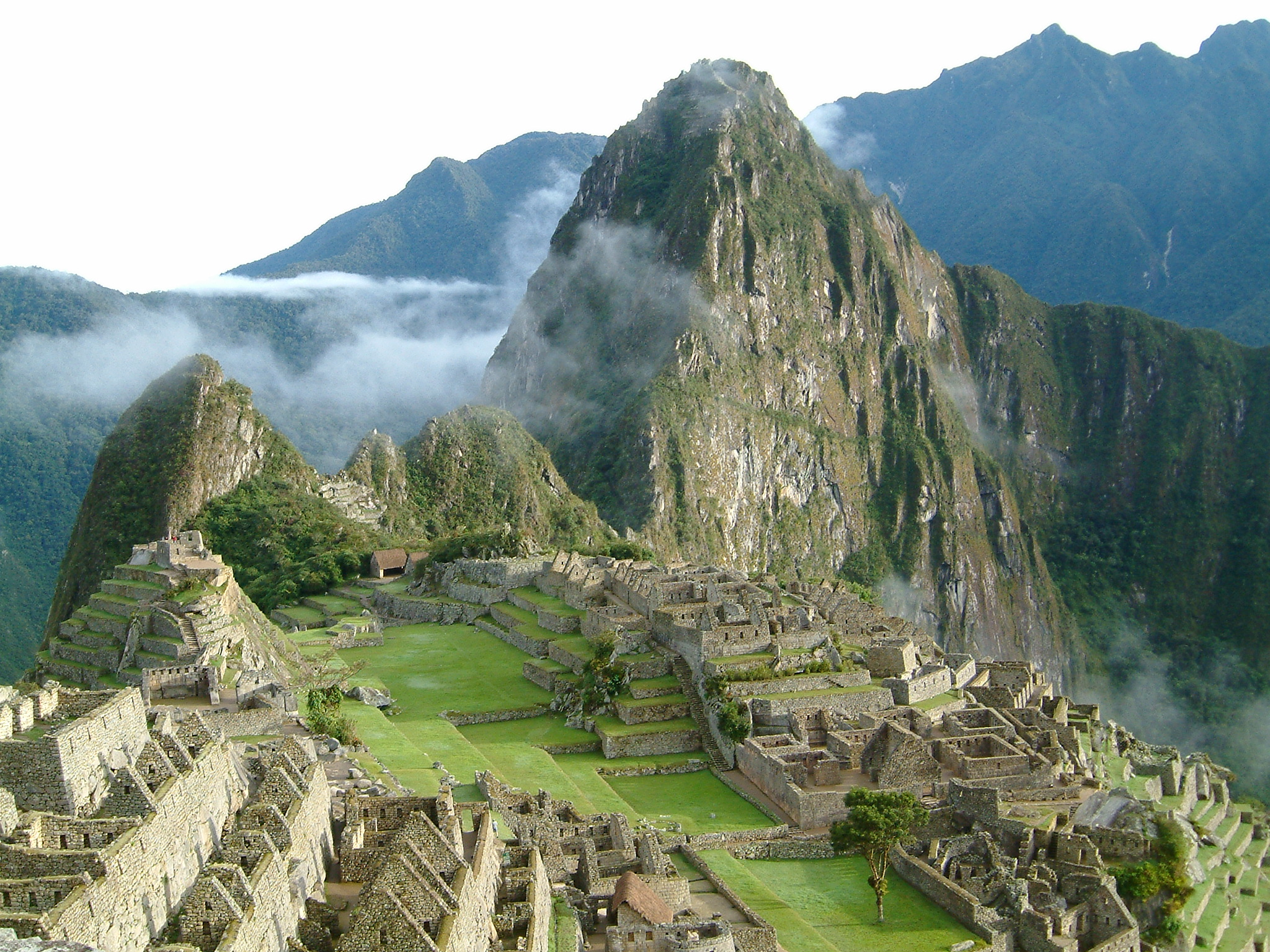
Oraşul incaş Machu Picchu

Mayași credeau că Pământul este plat ca un disc și nu și-au dat seama că el se învârte în jurul Soarelui. Civilizația maya, deși era extrem de avansată, nu a cunoscut invenții precum roata, sticla sau moneda. Deși posedau cunoștințe astronomice extrem de avansate, mayașii nu aveau decât unelte din piatră. Mayașii aveau abilitatea de a prezice cu exactitate eclipsele, precum și deplasările planetelor, fără să fi cunoscut aparatele optice, nici vreun instrument oarecare de precizie și nici nu aveau vreo unitate de timp minimală ca ora sau minutul. Măsurătorile lor se bazau doar pe urmărirea cu ochii, pe calculele de triangulație și pe măsurarea umbrelor. Prin repetarea calculelor, prin „statistică”, prin transmiterea regulată a rezultatelor, mayașii corectau datele empirice scoase dintr-o geometrie a spațiului destul de sumară.
Sistemul matematic al mayașilor se baza pe numărul "20" și folosea trei simboluri: o bară pentru cinci, un punct pentru unu și un cerc pentru zero. Calea Lactee era venerată de maiași, care o numeau Copacul Lumii, copac ce era reprezentat de un arbore înalt numit Ceiba. Venus era cea mai interesantă dintre toate planetele. Mayașii credeau că era mai importantă decât Soarele și urmăreau cu atenție cum parcurgea toate fazele. Erau observatori perspicace, sensibili la ciclul natural al soarelui, lunii și al planetelor.

## Legături externe
- es Historia Topografia.mp4 - www.youtube.com, video 6' 22”
- en Eratostene: Măsurarea circumferinței terestre